# Grundforsavan
Grundforsavan är en sjö i Storumans kommun i Lappland och ingår i Umeälvens huvudavrinningsområde. Sjön har en area på 0,56 kvadratkilometer och ligger 275,2 meter över havet.

## Delavrinningsområde
Grundforsavan ingår i det delavrinningsområde (720912-158498) som SMHI kallar för Mynnar i Umeälvens vattendragsyta. Medelhöjden är 344 meter över havet och ytan är 11,37 kvadratkilometer. Det finns inga avrinningsområden uppströms utan avrinningsområdet är högsta punkten. Vattendraget som avvattnar avrinningsområdet har biflödesordning 2, vilket innebär att vattnet flödar genom totalt 2 vattendrag innan det når havet efter 220 kilometer. Avrinningsområdet består mestadels av skog (83 procent). Avrinningsområdet har 0,53 kvadratkilometer vattenytor vilket ger det en sjöprocent på 4,7 procent.